# Ryōsuke Nunoi
Ryōsuke Nunoi (jap. 布井良助 Nunoi Ryōsuke; ur. 18 stycznia 1909 w Kobe, zm. 21 lipca 1945 w Mjanma) – japoński tenisista, finalista Wimbledonu w grze podwójnej, reprezentant w Pucharze Davisa.
W czasie II wojny światowej służył w armii. Krótko przed kapitulacją Japonii popełnił samobójstwo.

## Kariera tenisowa
W 1933 doszedł do finału Wimbledonu w deblu, występując w parze z Jirō Satō. W decydującym meczu pierwsi wielkoszlemowi finaliści z Japonii nie sprostali obrońcom tytułu, Francuzom Jeanowi Borotrze i Jacques'owi Brugnonowi 6:4, 3:6, 3:6, 5:7. Nunoi, prywatnie zaprzyjaźniony z Satō, był od niego dużo słabszym singlistą, jednak pokonał go w jednym z finałów narodowych mistrzostw Japonii.
W 1932 Nunoi doszedł do ćwierćfinału mistrzostw Australii, przegrywając 6:3, 5:7, 4:6, 1:6 z Jackiem Crawfordem (późniejszym triumfatorem turnieju). Najbardziej aktywnie w turniejach międzynarodowych Japończyk uczestniczył w 1933, kiedy doszedł do III rundy mistrzostw Francji (pokonał Adriana Quista 2:6, 2:6, 6:1, 6:1, 6:4, przegrał z Marcelem Bernardem 2:6, 4:6, 3:6), II rundy Wimbledonu oraz IV rundy mistrzostw USA (przegrał 5:7, 2:6, 3:6 z Frankiem Shieldsem). Również w 1933 występował w reprezentacji Japonii w Pucharze Davisa, zarówno w grze pojedynczej, jak i podwójnej (z Jirō Satō), przyczyniając się do awansu drużyny do półfinału strefy europejskiej (sic). W ćwierćfinale Japończycy pokonali Niemców (Nunoi zdobył jeden punkt singlowy i deblowy, w drugim singlu w pięciu setach przegrał z Gottfriedem von Crammem), natomiast w półfinale nie sprostali Australijczykom (Nunoi przegrał z Crawfordem, w deblu w parze z Sato z Crawfordem i Quistem, a pokonał Viva McGratha). Łączny bilans występów Nunoi w Pucharze Davisa to 9 zwycięstw i 3 porażki.

### Finały w turniejach wielkoszlemowych

#### Gra podwójna (0–1)
| Końcowy wynik | Nr | Data | Turniej           | Nawierzchnia | Partner   | Przeciwnicy                  | Wynik finału       |
| ------------- | -- | ---- | ----------------- | ------------ | --------- | ---------------------------- | ------------------ |
| Finalista     | 1. | 1933 | Wimbledon, Londyn | Trawiasta    | Jirō Satō | Jean Borotra Jacques Brugnon | 6:4, 3:6, 3:6, 5:7 |